# Волейбол на летних Олимпийских играх 1992
Соревнования по волейболу на Играх XXV Олимпиады проходили с 26 июля по 9 августа 1992 года в Барселоне (Испания) с участием 12 мужских и 8 женских национальных сборных команд. Было разыграно 2 комплекта наград. Чемпионские титулы впервые в своей истории выиграли у мужчин сборная Бразилии, у женщин — сборная Кубы.

## Команды-участницы

### Мужчины
Испания — страна-организатор;
США — олимпийский чемпион 1988 года;
Куба — победитель Кубка мира-1989;
Италия — чемпион мира 1990 года;
СНГ, Япония, Канада, Бразилия, Алжир — по итогам континентальных чемпионатов 1991 года;
Южная Корея — по итогам Кубка мира-1991 (лучшая команда из не имевших олимпийской квалификации);
Франция, Нидерланды — по итогам квалификации.

### Женщины

Женская сборная Кубы — Олимпийский чемпион-1992

Испания — страна-организатор;
СНГ — по итогам чемпионата мира 1990 года (вместо сборной СССР);
Нидерланды, Китай, Куба, Бразилия — по итогам континентальных чемпионатов 1991 года;
США — по итогам Кубка мира-1991 (лучшая команда из не имевших олимпийской квалификации);
Япония — вместо африканской команды.

## Система проведения турнира

### Мужчины
12 команд-участниц турнира на предварительном этапе были разбиты на две группы. 8 команд (по четыре лучшие из каждой группы) вышли в плей-офф, где по системе с выбыванием определили итоговые места. 9—10-е и 11—12-е места разыграли команды, занявшие в предварительных группах соответственно 5-е и 6-е места.

### Женщины
8 команд-участниц турнира на предварительном этапе были разбиты на две группы. Победители групп напрямую выходят в полуфинал плей-офф. Команды, занявшие в группах 2-е и 3-е места, образуют 2 пары четвертьфинала, победители в которых также выходят в полуфинал. 5—6-е места разыграли команды, проигравшие в четвертьфинале. Итоговые 7—8-е места разыграли худшие команды групп.

## Результаты

### Мужчины

#### Предварительный этап

##### Группа A
| М | Команда | 1   | 2   | 3   | 4   | 5   | 6   | И | В | П | С/П   | О |
| - | ------- | --- | --- | --- | --- | --- | --- | - | - | - | ----- | - |
| 1 | Италия  |     | 1:3 | 3:0 | 3:0 | 3:1 | 3:1 | 5 | 4 | 1 | 13:5  | 9 |
| 2 | США     | 3:1 |     | 3:2 | 1:3 | 3:2 | 3:0 | 5 | 4 | 1 | 13:8  | 9 |
| 3 | Испания | 0:3 | 2:3 |     | 3:2 | 3:2 | 3:2 | 5 | 3 | 2 | 11:12 | 8 |
| 4 | Япония  | 0:3 | 3:1 | 2:3 |     | 3:2 | 2:3 | 5 | 2 | 3 | 10:12 | 7 |
| 5 | Канада  | 1:3 | 2:3 | 2:3 | 2:3 |     | 3:0 | 5 | 1 | 4 | 10:12 | 6 |
| 6 | Франция | 1:3 | 0:3 | 2:3 | 3:2 | 0:3 |     | 5 | 1 | 4 | 6:14  | 6 |

26 июля: Япония — США 3:1 (8:15, 15:11, 15:10, 15:13); Италия — Франция 3:1 (9:15, 15:5, 15:8, 15:2); Испания — Канада 3:2 (13:15, 15:7, 9:15, 15:12, 15:13).
28 июля: США — Канада 3:2 (15:12, 15:12, 10:15, 11:15, 16:14); Франция — Япония 3:2 (15:8, 9:15, 15:11, 10:15, 15:9); Италия — Испания 3:0 (16:14, 15:6, 15:7).
30 июля: Италия — Япония 3:0 (15:13, 15:7, 17:15); Канада — Франция 3:0 (15:7, 15:8, 15:6); США — Испания 3:2 (15:6, 14:16, 12:15, 15:10, 15:11).
1 августа: Испания — Япония 3:2 (15:8. 5:15, 15:17, 15:7, 15:13); Италия — Канада 3:1 (15:11, 8:15, 15:12, 15:7); США — Франция 3:0 (15:5, 15:12, 15:8).
3 августа: Япония — Канада 3:2 (11:15, 15:17, 15:11, 15:13, 15:10); Испания — Франция 3:2 (10:15, 11:15, 15:9, 15:9, 15:12); США — Италия 3:1 (9:15, 16:14, 15:11, 15:13).

##### Группа B
| М | Команда     | 1   | 2   | 3   | 4   | 5   | 6   | И | В | П | С/П  | О  |
| - | ----------- | --- | --- | --- | --- | --- | --- | - | - | - | ---- | -- |
| 1 | Бразилия    |     | 3:1 | 3:1 | 3:0 | 3:0 | 3:0 | 5 | 5 | 0 | 15:2 | 10 |
| 2 | Куба        | 1:3 |     | 3:1 | 3:1 | 3:0 | 3:0 | 5 | 4 | 1 | 13:5 | 9  |
| 3 | СНГ         | 1:3 | 1:3 |     | 3:1 | 3:0 | 3:0 | 5 | 3 | 2 | 11:7 | 8  |
| 4 | Нидерланды  | 0:3 | 1:3 | 1:3 |     | 3:0 | 3:0 | 5 | 2 | 3 | 8:9  | 7  |
| 5 | Южная Корея | 0:3 | 0:3 | 0:3 | 0:3 |     | 3:0 | 5 | 1 | 4 | 3:12 | 6  |
| 6 | Алжир       | 0:3 | 0:3 | 0:3 | 0:3 | 0:3 |     | 5 | 0 | 5 | 0:15 | 5  |

26 июля: Куба — Нидерланды 3:1 (15:12, 17:15, 6:15, 15:10); СНГ — Алжир 3:0 (15:8, 15:7, 15:4); Бразилия — Южная Корея 3:0 (15:13, 16:14, 15:7).
28 июля: Куба — Алжир 3:0 (15:4, 15:2, 15:3); Бразилия — СНГ 3:1 (15:6, 15:7, 9:15, 16:14); Нидерланды — Южная Корея 3:0 (15:5, 15:5, 15:7).
30 июля: Южная Корея — Алжир 3:0 (15:8, 15:11, 15:12); Бразилия — Нидерланды 3:0 (15:11, 15:9, 15:4); Куба — СНГ 3:1 (8:15, 15:10, 15:12, 15:5).
1 августа: СНГ — Южная Корея 3:0 (15:9, 15:6, 15:9); Нидерланды — Алжир 3:0 (15:2, 15:5, 15:4); Бразилия — Куба 3:1 (15:6, 15:8, 12:15, 15:8).
3 августа: СНГ — Нидерланды 3:1 (8:15, 15:9, 17:16, 15:12); Куба — Южная Корея 3:0 (15:5, 15:7, 15:8); Бразилия — Алжир 3:0 (15:8, 15:13, 15:9).

#### Классификационные матчи
5 августа

##### За 11-е место
Франция — Алжир 3:0 (15:4, 15:9, 15:9)

##### За 9-е место
Южная Корея — Канада 3:1 (15:10, 12:15, 15:10, 15:10)

#### Плей-офф

##### Четвертьфинал
5 августа
Нидерланды — Италия 3:2 (15:9, 12:15, 8:15, 15:2, 17:16)
Куба — Испания 3:0 (16:14, 15:9, 15:6))
Бразилия — Япония 3:0 (15:12, 15:6, 15:12)
США — СНГ 3:1 (12:15, 15:10, 15:4, 15:11)

##### Полуфинал за 5—8-е места
6 августа
Италия — Испания 3:0 (15:4, 15:12, 15:4)
Япония — СНГ 3:2 (15:8, 9:15, 15:13, 12:15, 17:16)

##### Полуфинал за 1—4-е места
7 августа
Нидерланды — Куба 3:0 (15:11, 15:12, 15:9)
Бразилия — США 3:1 (12:15, 15:8, 15:9, 15:12)

##### Матч за 7-е место
7 августа
СНГ — Испания 3:2 (16:14, 12:15, 15:8, 5:15, 15:12)

##### Матч за 5-е место
7 августа
Италия — Япония 3:0 (15:2, 15:7, 15:13)

##### Матч за 3-е место
9 августа
США — Куба 3:1 (12:15, 15:13, 15:7, 15:11)

##### Финал
9 августа
Бразилия — Нидерланды 3:0 (15:12, 15:8, 15:4)

#### Индивидуальные призы
| MVP         | Лучший в атаке | Лучший на блоке | Лучший на подаче | Лучший связующий | Лучший на приёме | Лучший в защите |
| ----------- | -------------- | --------------- | ---------------- | ---------------- | ---------------- | --------------- |
| Рон Звервер | Марсело Негран | Руслан Олихвер  | Рон Звервер      | Маурисио         | Роберт Ствртлик  | Скотт Форчун    |

### Женщины

#### Предварительный этап

##### Группа A
| М | Команда | 1   | 2   | 3   | 4   | И | В | П | С/П | О |
| - | ------- | --- | --- | --- | --- | - | - | - | --- | - |
| 1 | СНГ     |     | 2:3 | 3:0 | 3:0 | 3 | 2 | 1 | 8:3 | 5 |
| 2 | США     | 3:2 |     | 2:3 | 3:0 | 3 | 2 | 1 | 8:5 | 5 |
| 3 | Япония  | 0:3 | 3:2 |     | 3:0 | 3 | 2 | 1 | 6:5 | 5 |
| 4 | Испания | 0:3 | 0:3 | 0:3 |     | 3 | 0 | 3 | 0:9 | 3 |

29 июля: СНГ — Испания 3:0 (15:3, 15:0, 15:3); Япония — США 3:2 (13:15, 15:11, 15:12, 8:15, 15:13).
31 июля: США — СНГ 3:2 (9:15, 17:15, 15:12, 4:15, 15:11); Япония — Испания 3:0 (15:9, 15:1, 15:6).
1 августа: СНГ — Япония 3:0 (15:13, 15:11, 15:11); США — Испания 3:0 (15:4, 15:5, 15:10).

##### Группа B
| М | Команда    | 1   | 2   | 3   | 4   | И | В | П | С/П | О |
| - | ---------- | --- | --- | --- | --- | - | - | - | --- | - |
| 1 | Куба       |     | 3:1 | 3:0 | 3:1 | 3 | 3 | 0 | 9:2 | 6 |
| 2 | Бразилия   | 1:3 |     | 3:1 | 3:2 | 3 | 2 | 1 | 7:6 | 5 |
| 3 | Нидерланды | 0:3 | 1:3 |     | 3:2 | 3 | 1 | 2 | 4:8 | 4 |
| 4 | Китай      | 1:3 | 2:3 | 2:3 |     | 3 | 0 | 3 | 5:9 | 3 |

29 июля: Бразилия — Нидерланды 3:1 (15:9, 15:3, 11:15, 15:7); Куба — Китай 3:1 (13:15, 15:11, 15:9, 15:11).
31 июля: Нидерланды — Китай 3:2 (6:15, 15:17, 15:3, 16:14, 15:6); Куба — Бразилия 3:1 (15:11, 3:15, 15:13, 15:9).
1 августа: Куба — Нидерланды 3:0 (15:11, 15:11, 15:13); Бразилия — Китай 3:2 (15:9, 7:15, 15:11, 14:16, 15:12).

#### Матч за 7-е место
4 августа
Китай — Испания 3:0 (15:1, 15:3, 15:3)

#### Плей-офф

##### Четвертьфинал
4 августа
США — Нидерланды 3:1 (15:11, 11:15, 15:8, 15:7)
Бразилия — Япония 3:1 (14:16, 15:13, 15:13, 15:9)

##### Матч за 5-е место
6 августа
Япония — Нидерланды 3:1 (15:0, 11:15, 15:13, 15:10)

##### Полуфинал
6 августа
Куба — США 3:2 (8:15, 15:9, 6:15, 15:5, 15:11)
СНГ — Бразилия 3:1 (15:10, 13:15, 15:5, 15:5)

##### Матч за 3-е место
7 августа
США — Бразилия 3:0 (15:8, 15:6, 15:13)

##### Финал
7 августа
Куба — СНГ 3:1 (16:14, 12:15, 15:12, 15:13)

#### Индивидуальные призы
| MVP           | Лучшая в атаке | Лучшая на блоке   | Лучшая на подаче | Лучшая связующая | Лучшая на приёме | Лучшая в защите |
| ------------- | -------------- | ----------------- | ---------------- | ---------------- | ---------------- | --------------- |
| Пола Вайсхофф | Ирина Ильченко | Магалис Карвахаль | Ана Мозер        | Лори Эндикотт    | Синта Бурсма     | Исико Сато      |

## Итоги

### Положение команд

#### Мужчины
| Бразилия   | 7. СНГ         |
| Нидерланды | 8. Испания     |
| США        | 9. Южная Корея |
| 4. Куба    | 10. Канада     |
| 5. Италия  | 11. Франция    |
| 6. Япония  | 12. Алжир      |

#### Женщины
| Куба          |
| СНГ           |
| США           |
| 4. Бразилия   |
| 5. Япония     |
| 6. Нидерланды |
| 7. Китай      |
| 8. Испания    |

### Призёры

#### Мужчины
Бразилия: Марсело Негран, Жорже Эдсон Брито, Джоване Гавио, Паулао (Пауло Силва), Маурисио Лима, Жанелсон Карвальо, Дуглас Кьяротти, Карлао (Антонио Гувейа), Талмо Оливейра, Пампа (Андре Феррейра). Танде (Алешандре Самуэл), Амаури Рибейро. Главный тренер — Зе Роберто.
  Нидерланды: Мартин Теффер, Хенк-Ян Хелд, Роналд Будри, Марко Клок, Рон Звервер, Авитал Селинджер, Эдвин Бенне, Рулоф ван дер Мёлен, Петер Бланже, Ян Постума, Мартин ван дер Хорст, Роналд Зодсма. Главный тренер — Ари Селинджер.
  США: Карлон Брисено, Дэниэл Гринбаум, Ник Беккер, Роберт Ствртлик, Брайан Айви, Стив Тиммонс, Брент Хильярд, Скотт Форчун, Роберт Самуэльсон, Джеффри Сторк, Эрик Сато, Дуглас Парти. Главный тренер — Фредерик Стурм.

#### Женщины
Куба: Таня Ортис Кальво, Марленис Коста Бланко, Мирея Луис Эрнандес, Лилия Искьердо Агирре, Идальмис Гато Мойя, Раиса О’Фаррилл Боланьос, Регла Белл Маккензи, Регла Торрес Эррера, Норка Латамблет Додино, Мерседес Кальдерон Мартинес, Ана Ибис Фернандес Валье, Магалис Карвахаль Ривера. Главный тренер — Эухенио Хорхе Лафита.
  СНГ: Валентина Огиенко, Наталья Морозова, Марина Панкова, Елена Батухтина, Ирина Ильченко, Татьяна Сидоренко, Татьяна Меньшова, Евгения Артамонова, Галина Лебедева, Светлана Василевская, Елена Чебукина, Светлана Корытова. Главный тренер — Николай Карполь.
  США: Тоня Сандерс, Йоко Зеттерлунд, Кимберли Оден, Лори Эндикотт, Пола Вайсхофф, Карен Кемнер, Тэмми Лили, Элайна Оден, Джанет Коббс, Тара Кросс-Бэттл, Лайэн Сато, Рут Лоуэнсон. Главный тренер — Терри Лискевич.

## Мужская сборная СНГ[2]
Олег Шатунов, Андрей Кузнецов, Александр Шадчин, Руслан Олихвер, Юрий Коровянский, Дмитрий Фомин, Константин Ушаков,  Юрий Чередник, Сергей Горбунов, Павел Шишкин. Главный тренер — Вячеслав Платонов.

## Примечание
1. ↑  Сборная Содружества Независимых Государств (СНГ), выступавшая на Олимпийских играх 1992 года, в зарубежных СМИ именовалась как Объединённая команда.
2. ↑  Games of the XXV Olympiad Barcelona 1992 The results. Дата обращения: 5 октября 2016. Архивировано 10 июля 2017 года.